# Midwest (Wyoming)
Midwest è un centro abitato (town) degli Stati Uniti d'America, situato nella Contea di Natrona nello Stato del Wyoming. Nel censimento del 2000 la popolazione era di 408 abitanti. Appartiene all'area metropolitana di Casper.

## Geografia fisica
Secondo i rilevamenti dell'United States Census Bureau, la località di Midwest si estende su una superficie di 1,1 km², tutti occupati da terre.

## Popolazione
Secondo il censimento del 2000, a Midwest vivevano 408 persone, ed erano presenti 101 gruppi familiari. La densità di popolazione era di 356,0 ab./km². Nel territorio comunale si trovavano 228 unità edificate. Per quanto riguarda la composizione etnica degli abitanti, il 95,34% era bianco, lo 0,25% era afroamericano, l'1,23% era nativo, l'1,96% apparteneva ad altre razze e l'1,23% a due o più. La popolazione di ogni razza ispanica corrispondeva al 2,70% degli abitanti.
Per quanto riguarda la suddivisione della popolazione in fasce d'età, il 33,6% era al di sotto dei 18, il 5,4% fra i 18 e i 24, il 29,9% fra i 25 e i 44, il 22,1% fra i 45 e i 64, mentre infine il 9,1% era al di sopra dei 65 anni di età. L'età media della popolazione era di 33 anni. Per ogni 100 donne residenti vivevano 105,0 uomini.